# Deutscher Romanistikverband
Der Deutsche Romanistikverband (DRV; bis 2023 Deutscher Romanistenverband) ist der Fachverband für die Lehr- und Forschungsaufgaben der deutschsprachigen Romanistik. Er wurde 1953 gegründet und hat heute etwa 1000 Mitglieder, vor allem Professoren, Privatdozenten, Promovierte und Nachwuchswissenschaftler der Romanistik im deutschsprachigen Raum.
Die Aufgabe des Verbands ist die Förderung der romanistischen Lehre und Forschung an den deutschsprachigen Universitäten und Hochschulen sowie die Interessenvertretung gegenüber Öffentlichkeit, Wissenschaftsorganisationen und Politik. Im zweijährlichen Turnus führt der Deutsche Romanistikverband einen fachwissenschaftlichen Kongress, den Deutschen Romanistiktag, durch, an dem sich jedes Mal mehr als 500 Sprach-, Literatur- und Kulturwissenschaftler sowie Fachdidaktiker in etwa 30 Sektionen mit wissenschaftlichen Vorträgen beteiligen.
Anlässlich des Deutschen Romanistiktags vergibt der Deutsche Romanistikverband seit 1999 einen mit 1500 Euro dotierten Förderpreis für herausragende romanistische Habilitationen und Dissertationen, den Elise-Richter-Preis.
Seit 2023 ist Jorg Dünne, Professor für Romanische Literaturen an der HU Berlin, Präsident des Deutschen Romanistikverbands.
Bei der Mitgliederversammlung am 25. September 2023 während des XXXVIII. Romanistentags in Leipzig wurde die Umbenennung des Verbands in „Deutscher Romanistikverband“ (zuvor: „Deutscher Romanistenverband“) beschlossen. Im gleichen Zuge wurde auch die Umbenennung der Fachtagung des Verbands in „Romanistiktag“ (zuvor: „Romanistentag“) verabschiedet.

## Referenzen
1. ↑  Der Vorstand des Deutschen Romanistikverbandes. Deutscher Romanistikverband, abgerufen am 25. Oktober 2023.
2. ↑  Verbandsgeschichte. Deutscher Romanistikverband, abgerufen am 25. Oktober 2023.